# Stamnodes mendocinonensis
Stamnodes mendocinonensis là một loài bướm đêm trong họ Geometridae.